# Loma Buenos Aires
Loma Buenos Aires är en ort i Mexiko.   Den ligger i kommunen San Martín Itunyoso och delstaten Oaxaca, i den sydöstra delen av landet, 280 km sydost om huvudstaden Mexico City. Loma Buenos Aires ligger 2 238 meter över havet och antalet invånare är 130.
Terrängen runt Loma Buenos Aires är kuperad åt nordost, men åt sydväst är den bergig. Runt Loma Buenos Aires är det ganska glesbefolkat, med 43 invånare per kvadratkilometer. Närmaste större samhälle är Heroica Ciudad de Tlaxiaco, 15,6 km nordost om Loma Buenos Aires. I omgivningarna runt Loma Buenos Aires växer huvudsakligen savannskog.